# Esterházy-ház (Kolozsvár)
Az Eszterházy-ház Kolozsvár egyik műemlék épülete az Egyetem utcában.

## Története
1748-ban Gyulaffy László kancellár két szomszédos házat vásárolt az utcában egy árvaház létesítéséhez. Ezeknek a helyére 1750–1753 között épült meg az úgynevezett Orphanotrophium, amelyet a városi tanács felmentett az adók alól. Az épületet 1778-ban átépítették, majd 1783–1788 között az intézmény Nagyszebenbe költözött, és a kincstár lefoglalta az épületet. 1791-ben az épületben bérlőként lakott Gyulaffy László unokája, Eszterházy János, majd 1799-ben meg is vásárolta. Eszterházy már korábban megvásárolta a szomszédos telket, és 1800 körül emeletes lakóházat építtetett rá, amelyet egybeépíttetett a volt árvaházzal. 1811-ben az épületet tovább bővítették. 1842–1843-ban Eszterházy János fia, Dénes átalakíttatta az épületet, és az udvar felőli szárnyat meghosszabbíttatta. Halála után a házat legidősebb fia, Eszterházy János Nepomuk örökölte. Utána a házat Cecile nevű lányára szállt, aki Bánffy Ernőhöz (Bánffy Dezső miniszterelnök öccséhez) ment feleségül, de a házat továbbra is Eszterházy-házként ismerték. A nagy műveltségű, színházszerető Eszterházy Cecile emeleti szalonja a város művelődési életének jelentős helyszíne volt. A földszinten különálló lakásokat alakítottak ki, az egyikben Eszterházy Cecile lánya és veje, Teleki Ferenc, a másikat bérbe adták, az udvari hátsó lakrészt pedig az Ellenzék című napilap szerkesztőségének adták ki. Az 1940-es években az Ellenzékkel egyazon épületben volt az Erdélyi Párt székhelye. Az udvarban, egy különálló melléképületben Eszterházy Miguel 1848-as honvéd százados lakott, akit szintén sokan látogattak.
1949-ben a házat államosították, és bérlakásként hasznosították. 2008-ban a család leszármazottja, a Münchenben élő Degenfeld-Schonburg Pál pert indított a román állam ellen az épület visszaszerzése érdekében.

## Leírása
A barokk stílusú egy emeletes épület utcára néző homlokzata hét tengelyes. A bejárati kapu zárókövén „G.E.D 1843” felirat található. Az évszám a bővítés-felújítás befejezését jelöli, a monogramm az építtető gróf Eszterházy Dénest. Az udvar felőli homlokzaton I. Rákóczi György címere látható, a pajzs körül a latin nyelvű felirat „GEORGIUS RAKOCZI.D(ei).G(ratia). PRINCEPS TRAN(sylvan)IAE PART(ium).REG(ni).HVN(gariae).DO(minus).ET.SIC(ulorum).COM(es)”. Az 1940-s évekig mellette állt az Esterházy-címer, amelyet azonban az akkori tulajdonos Teleki Ernő paszmosi udvarházának ebédlőjében helyezett el, majd a kolozsvári Történelmi Múzeumba került. Az udvaron két, 1748-ből illetve 1842-ből származó latin nyelvű kőtábla, állít emléket az árvaháznak, illetve az azt alapító Gyulaffy László kancellárnak. 